# Oxyde de cérium dopé au gadolinium
L'oxyde de cérium dopé au gadolinium, ou GDC, est une céramique de formule Gd:CeO2 constituée d'oxyde de cérium(IV) CeO2 dopé au gadolinium. Il se présente comme un solide cristallisé dans le système cubique avec une masse volumique de 7,2 g/cm3 sous forme oxydée. C'est un matériau couramment utilisé comme électrolyte pour piles à combustible à oxyde solide (SOFC) et certaines cellules d'électrolyse à oxyde solide (SOEC). Il présente une conductivité ionique supérieure pour des températures de fonctionnement inférieures à celles des matériaux à base de zircone stabilisée à l'oxyde d'yttrium (YSZ) généralement utilisé comme électrolyte pour piles à combustible à oxyde solide. Fonctionnant à 700 °C quand le 8YSZ n'atteint une conductivité ionique optimale qu'entre 800 et 1 000 °C, le GDC présente un intérêt énergétique certain.
La conductivité ionique du GDC provient des lacunes d'oxygène introduites dans la structure cristalline du CeO2 par le dopage aux cations Gd3+, qui se substituent à des cations Ce4+ dans le réseau cristallin, introduisant une lacune d'anion oxyde O2− pour deux cations Gd3+ introduits. Ces lacunes se forment également par réduction du CeO2 par le monoxyde de carbone CO ou par l'hydrogène H2. La concentration et la mobilité élevées des lacunes d'O2− sont responsables de la conductivité ionique élevée du GDC. Ce matériau présente de surcroît l'avantage par rapport aux électrolytes en 8YSZ d'être moins réactif et d'être chimiquement compatible avec de nombreux matériaux conducteurs pour cathodes. En revanche, le 8YSZ présente une résistance mécanique supérieure et a moins tendance à être réduit en présence d'H2 ou de CO à haute température. Les niveaux de dopage se situent généralement entre 10 et 20 % de gadolinium. 
Le GDC a été produit par précipitation, synthèse hydrothermale, procédé sol-gel, dépôt chimique en phase vapeur (plus exactement, par spray pyrolysis technique, ou SPT), combustion voire nanocasting à partir de précurseurs tels que le nitrate de cérium (en) Ce(NO3)3, le nitrate de cérium et d'ammonium (NH4)2Ce(NO3)6, l'oxalate de cérium (en) Ce2(C2O4)3, le carbonate de cérium(III) (en) Ce2(CO3)3 et l'hydroxyde de cérium(III) (en) Ce(OH)3. Il peut être obtenu sous forme de poudre, d'encre, de disques et de nanomatériaux, tels que nanoparticules, nanocristaux, nanopoudres et nanofils.